# Bebé de diseño
Un bebé de diseño es un término  usado en publicaciones populares o científicas sobre bioética para designar un bebé cuya herencia genética (genotipo) sería seleccionada usando varias tecnologías reproductivas (reprogenética), con el objetivo de alcanzar una óptima recombinación del material genético de sus progenitores. El término tiene un matiz negativo y es frecuentemente usado por los detractores de las aplicaciones de la biotecnología en humanos.

## Ética
La modificación genética de seres humanos plantea un debate ético sobre los derechos del bebé. Varias personas opinan que es incorrecto, ya que "eso va contra la naturaleza". Un lado de esta cuestión es el que supone que el embrión puede tener derecho a estar libre de modificaciones genéticas. Una vez que el embrión ha sido genéticamente modificado, el bebé cambia para siempre; es incierto si la modificación genética efectuada antes del nacimiento pueda ser alguna vez revertida por medio de terapia génica. El punto de vista opuesto a esto es el que sugiere que los padres son los que tienen los derechos sobre su hijo no nacido, por lo que deberían tener la opción de alterar su código genético siempre y cuando no represente un riesgo razonable para el vástago.
Según una encuesta publicada en 2013, los padres que están de acuerdo prefieren hijos de color de piel blanca y pulcra (95%), ojos azules (79%) o verdes (19%), y cabello rubio (89%).

## En la cultura popular

### Cine
- La Isla
- Gattaca
- My Sister's Keepe

### Novelas
- My Sister's Keeper
- Un mundo feliz

### Animación
- Mobile Suit Gundam Seed

### Televisión
- Varios episodios de Private Practice tratan sobre la ingeniería genética y temas relacionados.